# Dysglyptogona murifera
Dysglyptogona murifera är en fjärilsart som beskrevs av Paul Dognin 1914. Dysglyptogona murifera ingår i släktet Dysglyptogona och familjen nattflyn. Inga underarter finns listade i Catalogue of Life.